# Ösi Bua
Ösi Bua (* 1989 in Burundi; eigentlich Cedrick Mugiraneza) ist ein österreichischer Musiker, der 2011 mit seinem Lied I bin da Ösi Bua bekannt wurde. Sein Stil lässt sich als Mischung aus House und Mundartrap bezeichnen. Er ist bei Warner Music unter Vertrag.
Geboren in Burundi als Cedrick Mugiraneza, flüchtete er im Alter von neun Jahren aus politischen Gründen über Kenia nach Österreich. 2011 sorgte er mit seinen Videoveröffentlichungen für ein mediales Echo. Mit dem Lied I bin da Ösi Bua erreichte er schließlich 2012 Platz 69 der österreichischen Charts.
Sein Bruder ist der Kabarettist Soso Mugiraneza.